# جزيرة يبوع
جزيرة يبوع هي إحدى الجزر الواقعة في البحر الأحمر، وتتبع منطقة تبوك غرب السعودية. تبلغ مساحة الجزيرة نحو 1,5 كم2 وتبعد عن الساحل بحوالي 10,80 ميل بحري.